# Liverpool, Sydney
Liverpool este o suburbie în Sydney, Australia.